# Barylypa apicate
Barylypa apicate är en stekelart som först beskrevs av Cameron 1905.  Barylypa apicate ingår i släktet Barylypa och familjen brokparasitsteklar. Inga underarter finns listade.